# Sandrine Levet
Sandrine Levet (22 luglio 1982) è un'arrampicatrice francese.
Pratica l'arrampicata in falesia, il bouldering e gareggiato nelle competizioni di difficoltà e boulder.
È stata la dominatrice delle gare di arrampicata boulder nel primo lustro del nuovo millennio vincendo cinque Coppe del mondo boulder e un Campionato del mondo di arrampicata.
Ha anche sfiorato la vittoria nella Coppa del mondo lead di arrampicata, arrivando seconda per tre volte.

## Biografia
Figlia di alpinisti, comincia ad avvicinarsi alla roccia a cinque anni. Nei dieci anni successivi ha praticato anche sci di fondo, sci alpinismo, ginnastica, nuoto.

## Palmarès

### Coppa del mondo
|         | 1999 | 2000 | 2001 | 2002 | 2003 | 2004 | 2005 | 2006 | 2007 | 2008 |
| ------- | ---- | ---- | ---- | ---- | ---- | ---- | ---- | ---- | ---- | ---- |
| Lead    | 24   | 9    | 3    | 2    | 2    | 13   | 12   | 2    | 17   |      |
| Boulder | 3    | 1    | 1    | 15   | 1    | 1    | 1    |      | 33   | 22   |

### Campionato del mondo
|         | 2001 | 2003 | 2005 | 2007 |
| ------- | ---- | ---- | ---- | ---- |
| Boulder | 2    | 1    | 16   | 8    |

## Statistiche

### Podi in Coppa del mondo boulder
| Stagione | 1º | 2º | 3º | Podi totali |
| -------- | -- | -- | -- | ----------- |
| 1999     |    | 1  | 1  | 2           |
| 2000     | 1  | 1  | 1  | 3           |
| 2001     | 4  | 1  |    | 5           |
| 2002     |    |    | 1  | 1           |
| 2003     | 5  |    |    | 5           |
| 2004     | 5  |    |    | 5           |
| 2005     | 2  | 2  |    | 4           |
| Totale   | 17 | 5  | 3  | 25          |